# جيم كارسون
جيم كارسون (بالإنجليزية: Jim Carson)‏ (1 يناير 1912 في المملكة المتحدة - ) هو لاعب كرة قدم بريطاني في مركز الوسط. لعب مع كريستال بالاس ونادي بيرنلي ونادي ألوا أثليتيك ونادي برادفورد بارك أفنيو.